# Bye-Bye × Hello
「Bye-Bye × Hello」（バイバイ ハロー）は、シュノーケルの楽曲である。2007年1月1日にSME Recordsより5枚目のシングルとして発売された。

## 解説
前作『solar wind』から5ヶ月でのリリースで、シュノーケルのシングル曲では初となるノンタイアップ曲。
ジャケットのイラストはジム・ウードリング、歌詞カードのイラストは香葉村多望によるもの。
タワーレコード限定でバッジの特典が用意され、初回仕様特典には、オリジナルステッカーが封入されている。
ミュージック・ビデオの監督はnicographics。

## 収録曲
| 全作詞・作曲: 西村晋弥。 |                     |           |            |                              |      |
| #                        | タイトル            | 作詞      | 作曲・編曲 | 編曲                         | 時間 |
| 1.                       | 「Bye-Bye × Hello」 | 西村晋弥  | 西村晋弥   | - 竹内純（ストリングス編曲） | 4:08 |
| 2.                       | 「さみしんぼ」      | 西村晋弥  | 西村晋弥   | シュノーケル tasuku          | 3:49 |
| 合計時間:                | 合計時間:           | 合計時間: | 7:57       |                              |      |

## 曲の解説
1. Bye-Bye × Hello
ミドルテンポのロックチューンで、「出逢いと別れ」「終わりと始まり」をテーマとしている[1][4][5]。
ストリングスがフィーチャーされており、シュノーケルの楽曲で最も演奏人数が多い楽曲である。
楽曲についてCDジャーナルは、「インディーズ時代からライブ活動に心血を注いできたからこその突き抜けた高揚感が、サビに表れている」と評している[6]。
香葉村は、アルバム『EQ』リリース時のインタビューにて本作を例に出し、「ノリノリなロック・チューンではないけど、バンドのグルーヴが下で支えていたりだとか、そんな雰囲気がアルバム収録曲に欲しいと思った」とコメントしている[7]。
2. さみしんぼ
アルバム未収録。

## 参加ミュージシャン
- 西村晋弥：ボーカル、ギター
- 香葉村多望：ベース
- 山田雅人：ドラムス
- 竹内純ストリングス：ストリングス（＃1）
- 伊藤隆博：アコースティックピアノ（＃1）
- tasuku：プログラミング（＃2）

## 収録アルバム
Bye-Bye × Hello
- EQ
- Best+

## ライブ映像作品
Bye-Bye × Hello
- popcorn labyrinth（特典DVD）